# Isosaphanodes maynei
Isosaphanodes maynei là một loài bọ cánh cứng trong họ Cerambycidae.